# ستيفان فالنتيني
ستيفان فالنتيني (بالإنجليزية: Stefan Valentini)‏ هو لاعب كرة قدم أسترالي في مركز الهجوم، ولد في 15 يوليو 1996 في أستراليا. لعب مع Eintracht Braunschweig II ‏.